# دنیس برکمپ
دنیس نیکلاس برکمپ (به هلندی: ˈdɛnɪs ˈbɛrxkɑmp) (زاده ۱۰ مه ۱۹۶۹ در آمستردام) بازیکن سابق و مربی فوتبال اهل هلند است. وی در سال ۲۰۰۴ میلادی از سوی فیفا به عنوان یکی از ۱۰۰ بازیکن برتر تاریخ فوتبال انتخاب شد. در سال ۲۰۱۷، گل مشهور برکمپ به نیوکاسل یونایتد در فصل ۲۰۰۱–۲۰۰۲ به عنوان بهترین گل لیگ برتر در ۲۵ سال اخیر این لیگ انتخاب شد. برکمپ از کلیدی‌ترین بازیکنان باشگاه آرسنال در ۱۰ سال دورهٔ طلائی این باشگاه از نیمهٔ دوم دهه نود تا رسیدن به دیدار پایانی لیگ قهرمانان اروپا در سال ۲۰۰۶ بود که توانست به همراه این تیم ۳ عنوان قهرمانی لیگ برتر و ۴ قهرمانی در جام حذفی را از آن خود کند. همچنین موفق شد دو بار پیاپی به همراه تیم ملی فوتبال هلند به مرحلهٔ نیمه‌نهایی ۱۹۹۸ و ۲۰۰۰ راه پیدا کند. برکمپ از سال ۲۰۱۱ به عنوان کمک مربی فرانک دی‌بوئر در باشگاه آژاکس معرفی شد و تا اخراجش در دسامبر ۲۰۱۷ در این سمت مشغول به فعالیت بود.

## تیم ملی
وی در حال حاضر دستیار سرمربی در تیم آژاکس است. او توسط پله به عنوان یکی از صد بازیکن برتر فیفا در قرن بیستم انتخاب شد. سبک بازی: از برکمپ می‌توان به عنوان یکی از باهوشترین و هنرمندترین بازیکنان تاریخ نام برد. کنترل توپ‌های فوق‌العاده‌ای داشت و پاس‌های خلاقانه‌ای در کمترین فضا هم می‌داد. پاس‌های که فقط از او دیده شد. تیری هانری در مصاحبه‌ای از برکمپ به عنوان بهترین بازیکنی که در کنارش بازی کرده یاد کرد.
دنیس برکمپ بعضی از بازی‌های مهم تیمش را به خاطر ترس از سوار شدن هواپیما از دست داده است.

## جانشین فان باستن
پس از کناره‌گیری اجباری مارکو فان باستن از فوتبال، هلند از نظر مهاجم دچار مشکل شد، اما دیری نپایید که جوان مستعدی به‌نام دنیس برکمپ همه نظرها را به سمت خود جلب کرد. ابتدای دوران فوتبال وی با تشویق، اواسط آن با ستایش و هم‌اکنون با حکایتی ویژه توأم شده است.

### ورود به مدرسه فوتبال آژاکس
دنیس برکمپ در مدرسه فوتبال آژاکس اولین مراحل رشد و ترقی را طی کرد. دوستان دنیس به او لقب «بچه لوس» را داده بودند؛ زیرا از کوچک‌ترین مسائل، احساس خطر می‌کرد و به‌طور کلی انسان گوشه‌گیری بود. دنیس در یک خانواده ورزشی پای به عرصه وجود گذاشت. پدر او در تمام عمرش هوادار افراطی منچستریونایتد بود. «دنیس لاو» اسطوره منچستریونایتد بت این پدر بود. از این‌رو تصمیم گرفت نام پسرش را به یاد «لاو» دنیس بگذارد. دست تقدیر چنین مقدور کرده بود که این دنیس سال‌ها بعد رو در روی شیاطین سرخ قرار بگیرد. به هر حال وی خیلی زود جذب مدرسه فوتبال آژاکس شد جایی که در واقع پله اصلی پیشرفت وی نام گرفت. حضور در آن فصل برای این نوجوان خالی از دردسر نبود. دنیس گوشه‌گیر غالباً توسط هم‌سن و سال‌های خود مورد آزاد و اذیت قرار می‌گرفت، اما وقتی پای فوتبال به میان می‌آمد بر همه آن‌ها غلبه می‌نمود. دقیقاً ۱۲ سال داشت که سر از آژاکس درآورد. شروع دوران حرفه‌ای وی از ۱۴ دسامبر ۱۹۸۶ آغاز شد. آژاکس با «رودا جی سی» بازی داشت. نام دنیس با شجاعت خاص یوهان کرایف (مربی وقت آژاکس) در بین ۱۱ نفر ترکیب اصلی جای گرفت. سرانجام علی‌رغم انجام یک بازی خوب مورد توجه قرار نگرفت. وی در سراسر آن فصل ۱۴ بار به میدان رفت. بزرگ‌ترین موفقیت برکمپ سال بعد به‌دست آمد.

### پیش به‌سوی افتخار
برکمپ این افتخار را داشت که به‌عنوان یار تعویضی در بازی فینال جام برندگان جام اروپا (فصل ۱۹۸۷) مقابل تیم باشگاه فوتبال لوکوموتیو لایپزیگ آلمان قرار بگیرد. دیداری که در نهایت با قهرمانی آژاکس و کسب جام توسط این تیم توأم شد. این‌بار بازی خوب او مورد توجه مربی قرار گرفت. دنیس برای هواداران یادآور «مارکو فان باستن» دیگری بود. کم‌کم جای او در ترکیب اصلی تثبیت می‌شد. آژاکس تمام زندگی دنیس بود. در یکی از فصل‌ها که برکمپ مرد اول خط حمله آژاکس نام گرفت تیم وی لیگ هلند را نیز فتح کرد تا اولین افتخار این‌گونه به‌دست آید.
این اتفاق در سال ۱۹۹۰ رخ داد یعنی سال جام جهانی حضور افسانه‌هایی چون رود گولیت و فان‌باستن جایی برای وی جهت قرار گرفتن در تیم ملی باقی نمی‌گذاشت. قهرمان اروپای ۸۸ در حالی‌که یکی از گزینه‌های فتح جام بود در مرحله یک‌هشتم نهایی با شکست برابر آلمان به خانه بازگشت. برکمپ از پای تلویزیون چشم به ساق‌های طلایی اسطوره‌های خود داشت اما با آن بلایی که آن سال بر سر نارنجی‌پوشان آمد مجبور به اشک ریختن شد دنیس نمی‌توانست توقف کند. یک فصل بی‌هیجان در دفترچه خاطرات وی ثبت شد تا اینکه سال جادویی ۱۹۹۲ از راه رسید. تیم آژاکس با هنرنمائی برکمپ جام یوفا را بالای سر برد. این همه تلاش و کوشش دنیس، عاقبت نتیجه داد پوشیدن پیراهن تیم ملی و حضور در جام اروپا (۱۹۹۲ سوئد) هر چند که دنیس در سال ۹۰ با بازی مقابل ایتالیا پیراهن تیم ملی را برای اولین بار تجربه نمود اما با این‌حال نخستین تورنمنت بزرگ و رسمی با هلند شادی دیگری داشت. مردم از مردی سخن می‌گفتند که آمده بود با تکرار خاطرات «فان‌باستن» از قهرمانی هلند در دوره گذشته دفاع کند. هلند به لطف گلزنی‌های دنیس از گروه خود صعود کرد و در مرحله نیمه نهایی پس از تساوی برابر دانمارک در ضربات پنالتی مغلوب شد. او کم‌کم با شکست آشنا می‌شد و یادمی‌گرفت که فوتبال بسان زندگی پرفراز و نشیب با تلخی‌های بسیار و خوشحالی‌های اندکی توأم است. هرچند که او عنوان بهترین گلزن این رقابت‌ها را به همراه دو بازیکن دیگر کسب کرد ولی عنوان قهرمانی دور از دسترس بود.

### زندگی در مسیر جدید
دنیس پس از آنکه خواهرش در یک سانحه هوایی فوت کرد، دیگر هرگز حاضر نشد سوار هواپیما شود. این موضوع به‌عنوان یک تراژدی بزرگ در زندگی وی باقی‌ماند. دنیس حاضر بود از تیم ملی خداحافظی کند اما با هواپیما به محل انجام مسابقه نرود. فارغ از مسائل حاشیه‌ای یک اتفاق خوب در تابستان سال ۱۹۹۳ مسیر حرفه‌ای او را تغییر داد. او و «ویم یونگ» هم‌تیمی وی با پیشنهاد اینترمیلان مواجه شده و راهی نرآتزوری شدند. نخستین تجربه دنیس در خارج از کشور سراسر موفقیت‌آمیز نبود. او به همراه اینتر در سال ۱۹۹۴ جام یوفا را برای دومین بار فتح کرد. محیط ایتالیا چندان مطبوع طبع وی نبود. دنیس مشکلات زیادی برای هماهنگ‌کردن خود با فوتبال تدافعی و بدون روح ایتالیا داشت. تازه این تنها مشکل وی نبود. برکمپ از زبان ایتالیایی کوچک‌ترین اطلاعی نداشت. هنگام برگزاری کنفرانس‌های مطبوعاتی همواره چند تن از هم‌تیمی‌های او در کنارش بودند تا از لحاظ ادای درست جملات دنیس مشکلی احساس نکند. برکمپ در آژاکس طی ۲۳۹ بازی ۱۲۲ گل به ثمر رسانده بود اما در فوتبال ایتالیا ۵۰ بار در میادین ظاهر شد و تنها ۱۲ گل به ثمر رساند این آمار به هیچ وجه جالب توجه به‌نظر نمی‌رسید. سقوط برکمپ با شتاب زیادی پیگیری می‌شد. در این میان یک راه نجات به‌وجود آمد. او در جام جهانی ۱۹۹۴ هم حضور داشت اما مثل همیشه نبود. هلندی‌ها در مرحله یک چهارم نهایی این جام طی یک بازی دیدنی ۳ بر ۲ مغلوب برزیل شدند؛ و در ناامیدی تمام به خانه بازگشتند.

### لندن خانه آرزوها

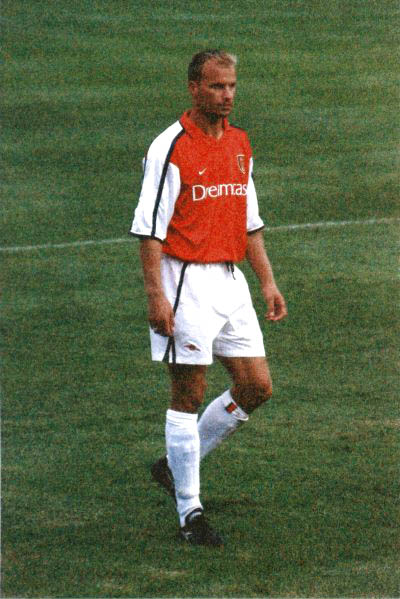
برکمپ در حال بازی برای آرسنال در سال ۲۰۰۱

پس از سپری کردن دو فصل فاجعه‌بار در ایتالیا، دنیس با پیشنهاد آرسنال مواجه شده و بلافاصله به این تیم پیوست. سرمربی وقت توپچی‌ها بوروس راچ نام داشت. این شخص چندان روی نیمکت دوام نیاورد و جای خود را به آرسن ونگر داد. دقیقاً از همین زمان بود که دوران شکوفایی دنیس خیلی دیر اما تابناک شکل واقعی به‌خود گرفت.
ژوئن ۱۹۹۶ زمان امضاء قرارداد دنیس با آرسنالی‌ها بود. برخلاف ایتالیایی‌ها، او خیلی زود خود را با سبک فوتبال جزیره وفق داد. هر چند در ۸ بازی ابتدائی خود برای آرسنال هیچ گلی به ثمر نرساند، اما مردان جزیره صبر پیشه کردند تا به نتیجه مورد نظر خود برسند. آن‌ها روی دنیس سرمایه‌گذاری کرده بودند گام‌های دنیس آهسته اما استوار بود. آمار او کم‌کم رشد کرد وی در خط حمله زوج «ایان رایت» برترین گلزن تاریخ، باشگاه آرسنال بود. همکاری خوب این دو نفر آرسنال را به جلو حرکت داد. دنیس چنان درخشید که مردان بزرگ جزیره اعتراف کردند یکی از بهترین بازیکنان خارجی تاریخ جزیره در ترکیب آرسنال قرار دارد. از جمله تحسین‌کنندگان وی، آلن شیرر بزرگ بود. هنگامی‌که آرسن ونگر در سپتامبر ۱۹۹۶ پای به هایبوری گذاشت، دنیس دگرگون شد. وی بعدها تحت نظر این فرانسوی زیرک با تاکتیک نجات بخشش بهترین بازی‌ها را ارائه داد. چیزی که تعجب کارشناسان را به دنبال داشت. اما دنیس بار دیگر با تیم ملی به نتیجه‌ای نرسید. یورو ۹۶ برای وی عایدی نداشت. هلند در مرحله یک‌چهارم نهائی در ضربات پنالتی مغلوب فرانسه شد تا آن‌ها مغلوب بزرگ لقب بگیرند. اما دنیس در آرسنال حرف اول را می‌زد. در دومین فصل حضور کامل ونگر در آرسنال، باشگاه به موفقیتی بزرگ رسید آن‌ها برای نخستین‌بار پس از قهرمانی حماسی فصل ۱۹۹۱ لیگ را فتح کردند و جام حذفی را نیز به کلکسیون افتخارات تیم محبوب لندنی افزودند. هر چند که دنیس به‌دلیل مصدومیت، دیدار نهائی جام حذفی را از دست داده بود.

### مرد سال فوتبال جزیره
دنیس صاحب یک افتخار بزرگ شخصی نیز شد. اتحادیه فوتبال انگلستان او را به‌عنوان مرد سال فوتبال جزیره انتخاب کرد. این جایزه کمترین پاداشی بود که به پاس زحمات فراوان دنیس به وی اعطا شد. در فصل ۱۹۹۸ دنیس یک نام درخشان نه تنها برای فوتبال انگلستان بلکه در سراسر اروپا بود. جام جهانی ۱۹۹۸ فرانسه در پیش بود. تعریف و تمجید بیش از حد رسانه‌های وطنی دنیس هوشیار را به یاد نخستین تورنمنتش در یورو ۹۲ انداخت که با فان‌باستن قابل قیاس دانسته شد. او می‌دانست تنها با دوری از این حواشی و انجام بازی‌های خوب می‌تواند هلند را به مدارج بالا برساند.
هلند با تساوی مقابل بلژیک، زدن ۵ گل به کره‌جنوبی، تساوی ۲ بر دو مقابل مکزیک به‌عنوان تیم اول از گروه خود بالا آمد، در مرحله بعدی شوت ادگار داویدز یوگسلاوی را در آخرین دقایق مغلوب ساخت اما هنرنمائی دنیس در مرحله یک‌چهارم نهائی مقابل آرژانتین رقم خورد. نبرد دو تیم تا دقیقه ۸۹ با تساوی یک بر یک دنبال می‌شد که در این دقیقه دنیس بین ۲ مدافع آرژانتینی صاحب توپ شد. ضربه‌ای به توپ وارد آورد و سپس با یک حرکت ۲ مدافع را از جریان بازی خارج ساخت.
وی در یک زاویه بسته در حالی‌که جهت تابش آفتاب درست مقابل چشمانش بود با ضربه‌ای دیدنی توپ را به طاق دروازه حریف کوبید. خوشحالی پس از گل وی که با گرفتن دست روی صورت انجام گرفت. نشان‌دهنده شادی بی‌حد و حصر و به بیرون انداختن تمام ناکامی‌های گذشته بود. هلند با هلندی بدون پر (لقبی که به جهت ترسیدن از پرواز هواپیما به وی دادند) به مرحله نهائی پرواز کرد. رقیب مرحله یک‌چهارم نهائی جام جهانی ۴ سال پیش یعنی برزیل بود. هلند این‌بار در دقایق پایانی از شکست فرار کرد اما یاران برکمپ در ضربات پنالتی کم آورده و در نهایت دیدار رده‌بندی را نیز با بی‌انگیزگی خاصی به کرواسی واگذار کردند و سرانجام دنیس به باشگاهش بازگشت اما آنجا نیز اقتدار ویژه منچستریونایتد کمتر به برکمپ اجازه خودنمائی می‌داد. با گذشت زمان و روی کار آمدن جوانان مستعد جایگاه برکمپ که به جهت بالارفتن سن آن بازیکنان همیشگی نبود اشغال شد. اما هرگاه پای به میدان می‌گذاشت با آن دریبل‌های ناگهانی و شوت‌های مرگ‌آور، هوادارانش را به وجد می‌آورد.

### پایان قصه
برکمپ پس از یورو ۲۰۰۰ از عرصه بازی‌های ملی کناره‌گیری کرد. عدم حضور وی در بازی‌های مقدماتی جام جهانی ۲۰۰۲ علت حذف ناباورانه هلند معرفی می‌شود. دنیس با زدن ۳۷ گل در ۷۹ بازی ملی دومین گلزن برتر تاریخ فوتبال هلند نام گرفت. وی ۱۲۶ گل برای توپچی‌ها به ثمر رساند که باشگاه در ابتکاری جالب یک‌صد گل ابتدای او و تیری هانری را در قالب یک (DVD) به هوادارانش عرضه کرد. برکمپ به جهت دوری از حواشی فوتبال و علاقه به هواداران نزد آن‌ها با لقب خدای فوتبال شناخته می‌شود. دنیس که نامش الهام گرفته از اسم خواهرش «دنیسی» است از سوی «ونگر» یکی از بهترین خارجی‌های تاریخ لیگ برتر نام گرفت از طرف هانری یک الگو خطاب‌شد و فان باستن وی را مدل کوچک خود و البته درگیر با بدشانسی‌های خویش می‌داند. دنیس با ۵/۷ میلیون یورو به آرسنال پیوست و یک دهه پرافتخار در هایبوری لندن گذراند. وی در سال ۲۰۰۴ و در سن ۳۵ سالگی از دنیای فوتبال خداحافظی کرد.

## دوران مربیگری
برکمپ ۵۱ ساله که در سال ۲۰۰۶ پس از یازده سال حضور در ترکیب توپچی‌های لندن در انگلستان کفش‌ها را آویخت، همینک هدایت تیم B هلند و جوانان آژاکس را در کشورش بر عهده دارد.

### افتخارات
- ۲ قهرمانی لیگ هلند (۱۹۹۰–۱۹۸۹)
- قهرمانی جام حذفی هلند (۱۹۹۳ ـ ۱۹۸۷ ـ ۱۹۸۶)
- آقای گل لیگ هلند در سال‌های ۱۹۹۳ ـ ۱۹۹۲ ـ ۱۹۹۱ همراه با آژاکس
- همراه با آرسنال قهرمان لیگ برتر در سال‌های (۲۰۰۴ ـ ۲۰۰۲ ـ ۱۹۹۸)
- قهرمان جام حذفی جزیره (۲۰۰۲–۱۹۹۸)
- ۲ بار فاتح جام یوفا همراه اینترمیلان و آژاکس (۱۹۹۴–۱۹۹۲)
- بار قهرمان جام در جام اروپا با آژاکس در سال ۱۹۸۷
- ۱ بار مرد سال فوتبال هلند و جزیره